# Begoña Rodrigo
Begoña Rodrigo de Jorge (Valencia, 15 de agosto de 1975), también conocida como Bego Rodrigo, es una chef española, ganadora de la primera edición del programa de televisión Top Chef.

## Trayectoria
Es la segunda de tres hermanos. En un principio no tenía vocación de cocinera, así que comenzó a estudiar ingeniería industrial, compaginando la carrera con el trabajo de camarera por las noches; posteriormente abrió una expendeduría de pan.
Con 19 años se fue de vacaciones a los Países Bajos, donde empezó a trabajar en el hotel Amsterdam Marriott como ayudante de cocina. Aunque al principio sólo trabajaba en la sección de los desayunos, bajo las órdenes de Nick Reade,  discípulo de Michael Roux, posteriormente pidió trabajar gratuitamente en la parte gastronómica de la misma empresa, Quoy. Después de 6 años se trasladó a Utrecht, donde fue contratada por el restaurante del Hotel Karel V, con una estrella Michelin. Un año después se marchó a Londres a un hotel y después a Aquarium, un club privado con dos estrellas Michelin y con una cocina muy afrancesada, asesorada por el jefe de cocina de The Square (2 estrellas Michelin), donde pasó 6 años como jefa de cocina.
Después de la llamada de un amigo, Begoña volvió a España. Primero a Reus, donde se incorporó como jefa de cocina de un nuevo restaurante (Mas Sedo). Al no fructificar el proyecto, volvió a Valencia, donde fue contratada por La Sucursal. Finalmente, el 2 de noviembre de 2005 abrió un restaurante junto a su marido, La Salita, donde continúa trabajando.

## Reconocimientos
En 2013, participó y ganó en la primera edición del concurso televisivo Top Chef, presentado y juzgado por los cocineros Alberto Chicote, Susi Díaz y Ángel León, tras derrotar en la final los también cocineros Antonio Arrabal y Miguel Cobo.
En 2014 fue nombrada mejor cocinera de la Comunidad Valenciana. En 2019, su restaurante La Salita recibió su primera estrella Michelin. En 2021, el Ayuntamiento de Valencia incluyó el nombre de Rodrigo de Jorge en el Paseo de las Estrellas en la calle principal del Mercado Central de Valencia junto al de otros chefs con estrella Michelin de la ciudad, como Loles Salvador, Ricard Camarena, Juan Carlos Galbis, Óscar Torrijos, Vicente Aleixandre, Alejandro del Toro, Jorge Andrés, Bernd Knöller, Luis Valls y Miguel Ángel Mayor.
En 2024 fue elegida para ponerse al frente del Festival Gatronómico de la Feria Internacional del Libro (FIL) de Guadalajara (México), siendo la primera vez en la historia después de 38 años de ediciones, que una mujer ocupa este lugar.